# En Kvinde af Folket (film fra 1923)
 Ikke at forveksle med En Kvinde af Folket (film fra 1909).
En Kvinde af Folket (originaltitel The Flame of Life) er en amerikansk stumfilm fra 1923 af Hobart Henley.

## Medvirkende
- Priscilla Dean som Joan Lowrie
- Robert Ellis som Fergus Derrick
- Kathryn McGuire som Alice Barholm
- Wallace Beery som Dan Lowrie
- Fred Kohler som Spring